# Pau Torres
Pau Francisco Torres (phát âm tiếng Valencia: [ˈpaw ˈtorez], phát âm tiếng Tây Ban Nha: [ˈpaw ˈtores]; sinh ngày 16 tháng 1 năm 1997) là một cầu thủ bóng đá chuyên nghiệp người Tây Ban Nha hiện đang thi đấu ở vị trí trung vệ cho câu lạc bộ Premier League Aston Villa và Đội tuyển bóng đá quốc gia Tây Ban Nha.

## Sự nghiệp câu lạc bộ
Sinh ra ở Villarreal, Castellón, Cộng đồng Valencia, Torres đã chơi bóng ở đội trẻ Villarreal CF. Anh ra mắt giải đấu tại đội dự bị vào ngày 21 tháng 8 năm 2016, khởi đầu trong trận thua 0-1 trên sân khách của Segunda División B trước UE Cornellà.
Torres ghi bàn thắng đầu tiên của anh ấy vào ngày 8 tháng 10 năm 2016, trong trận hòa 2–2 trên sân nhà với CF Badalona. Lần đầu tiên anh ấy thi đấu cho đội một diễn ra vào ngày 20 tháng 12, khi vào sân thay người muộn cho Víctor Ruiz trong trận hòa 1-1 trên sân nhà trước CD Toledo ở vòng 32 Copa del Rey; Bằng cách đó, anh ấy đã trở thành cầu thủ đầu tiên sinh ra ở Villarreal ra mắt câu lạc bộ sau 13 năm.
Torres chơi trận đầu tiên tại La Liga vào ngày 26 tháng 11 năm 2017, thay thế người đồng hương trẻ Manu Trigueros vào những phút cuối trong trận thua 2-3 trên sân nhà trước Sevilla FC. Anh ấy đã có trận ra mắt UEFA Europa League mười ngày sau đó, bắt đầu và kết thúc trận thua 1–0 trên sân nhà trước Maccabi Tel Aviv FC cũng tại Estadio de la Cerámica.
Vào ngày 6 tháng 8 năm 2018, Torres được cho mượn ở Málaga CF trong một năm. Anh ấy chỉ bỏ lỡ bốn trận Segunda División trong thời gian của mình khi đội bóng lọt vào vòng play-off thăng hạng và sau đó, được câu lạc bộ chủ quản của anh ấy gọi trở lại.
Torres sau đó củng cố vị trí của mình trong đội hình xuất phát của Villarreal. Vào tháng 10 năm 2019, anh được đội bóng gia hạn hợp đồng đến năm 2024, và cùng tháng ghi bàn thắng đầu tiên ở giải đấu hàng đầu Tây Ban Nha, mở màn bằng trận thua 2-1 trước CA Osasuna.

## Sự nghiệp quốc tế
Torres lần đầu tiên được triệu tập lên đội tuyển quốc gia Tây Ban Nha bởi huấn luyện viên Robert Moreno vào ngày 04 tháng 10 năm 2019 chuấn bị cho vòng loại UEFA Euro 2020 gặp Na Uy và Thụy Điển. Anh không ra sân thi đấu cho đến ngày 15 tháng 11 anh ghi bàn trong chiến thắng 7–0 trước Malta khi được tung vào sân thay thế cho Sergio Ramos; Dani Olmo cũng ghi được bàn thắng đầu tiên cho mình trong trận đấu đó.

## Thống kê sự nghiệp

### Câu lạc bộ
Tính đến ngày 26 tháng 5 năm 2021
| Câu lạc bộ          | Mùa                 | Giải vô địch        | Giải vô địch | Giải vô địch | Cúp quốc gia | Cúp quốc gia | Cúp Châu Âu | Cúp Châu Âu | Khác | Khác | Tổng cộng | Tổng cộng |
| Câu lạc bộ          | Mùa                 | Hạng đấu            | Trận         | Bàn          | Trận         | Bàn          | Trận        | Bàn         | Trận | Bàn  | Trận      | Bàn       |
| ------------------- | ------------------- | ------------------- | ------------ | ------------ | ------------ | ------------ | ----------- | ----------- | ---- | ---- | --------- | --------- |
| Villarreal B        | 2016–17             | Segunda División B  | 34           | 2            | —            | —            | —           | —           | —    | —    | 34        | 2         |
| Villarreal B        | 2017–18             | Segunda División B  | 25           | 0            | —            | —            | —           | —           | 6    | 0    | 31        | 0         |
| Villarreal B        | Tổng cộng           | Tổng cộng           | 59           | 2            | —            | —            | —           | —           | 6    | 0    | 65        | 2         |
| Villarreal          | 2016–17             | La Liga             | 0            | 0            | 1            | 0            | 0           | 0           | —    | —    | 1         | 0         |
| Villarreal          | 2017–18             | La Liga             | 2            | 0            | 3            | 0            | 1           | 0           | —    | —    | 6         | 0         |
| Villarreal          | 2019–20             | La Liga             | 34           | 2            | 2            | 0            | —           | —           | —    | —    | 36        | 2         |
| Villarreal          | 2020–21             | La Liga             | 34           | 2            | 2            | 0            | 9           | 1           | —    | —    | 45        | 3         |
| Villarreal          | Tổng cộng           | Tổng cộng           | 70           | 4            | 8            | 0            | 10          | 1           | —    | —    | 88        | 5         |
| Málaga (mượn)       | 2018–19             | Segunda División    | 38           | 1            | 0            | 0            | —           | —           | 2    | 0    | 40        | 1         |
| Tổng cộng sự nghiệp | Tổng cộng sự nghiệp | Tổng cộng sự nghiệp | 167          | 7            | 8            | 0            | 10          | 1           | 8    | 0    | 193       | 8         |

1. ↑  Ra sân tại Segunda División B play-offs
2. ↑  Ra sân tại UEFA Europa League
3. ↑  Ra sân tại La Liga play-offs

### Quốc tế
Tính đến ngày 19 tháng 11 năm 2023
| Đội tuyển quốc gia | Năm       | Số trận | Bàn thắng |
| ------------------ | --------- | ------- | --------- |
| Tây Ban Nha        | 2019      | 1       | 1         |
| Tây Ban Nha        | 2020      | 6       | 0         |
| Tây Ban Nha        | 2021      | 9       | 0         |
| Tây Ban Nha        | 2022      | 7       | 0         |
| Tây Ban Nha        | 2023      | 1       | 0         |
| Tổng cộng          | Tổng cộng | 24      | 1         |

### Bàn thắng quốc tế
Tính đến ngày 15 tháng 11 năm 2019
| #  | Ngày                 | Địa điểm                              | Đối thủ | Bàn thắng | Kết quả | Giải đấu                 |
| -- | -------------------- | ------------------------------------- | ------- | --------- | ------- | ------------------------ |
| 1. | 15 tháng 11 năm 2019 | Ramón de Carranza, Cádiz, Tây Ban Nha | Malta   | 3 –0      | 7–0     | Vòng loại UEFA Euro 2020 |